# Jacques Blanchet
Pour les articles homonymes, voir Jacques Blanchet (homonymie) et Blanchet.
 (septembre 2019).
Si vous disposez d'ouvrages ou d'articles de référence ou si vous connaissez des sites web de qualité traitant du thème abordé ici, merci de compléter l'article en donnant les références utiles à sa vérifiabilité et en les liant à la section « Notes et références ».
Jacques Blanchet, né le 11 avril 1931 à Montréal et décédé le 9 mai 1981 à Montréal, est un auteur-compositeur-interprète québécois.

## Biographie
Jacques Blanchet a débuté comme garçon de table au cabaret Au Faisan Doré de Montréal où il a côtoyé les Charles Aznavour, Monique Leyrac, Charles Trenet et Jacques Normand.
Ses premières chansons qu'il interprète lui-même sont des adaptations modernes de folklore: Marie-Madeleine et Un Canadien errant. Jacques Blanchet participe alors à plusieurs concours de chansons et remporte en 1954 le premier prix du concours Les benjamins de la chanson à CKAC. En 1955-1956, il étudie à Paris. 
À partir de 1957, il jouera dans de nombreux cabarets montréalais ainsi qu'en province.
Toujours en 1957, il remporte le premier prix de la chanson canadienne de la Société Radio-Canada avec sa chanson Le ciel se marie avec la mer interprétée par Lucille Dumont. Puis, il se joint au groupe Les Bozos pendant quelques mois en 1959 en remplacement de Claude Léveillée. Au début des années 1960, il anime à la télévision plusieurs émissions tout en continuant à participer à des concours de chansons. En 1962, il produit son premier album.
Ses chansons ont été enregistrées par Lucille Dumont (considérée comme sa meilleure interprète), Aglaé, Guylaine Guy, Robert L'Herbier, Estelle Caron et plusieurs autres.
Son étoile commença à pâlir au milieu des années 1960, au fur et à mesure que ses ballades sentimentales cédaient le pas aux réalisations des jeunes chansonniers, mais il trouva un nouveau public en U.R.S.S. où il fit des tournées en 1969, 1970 et 1974. 
Jacques Blanchet est décédé en 1981 à l'âge de 50 ans.
Il était l'oncle de l'écrivaine et chanteuse québécoise Marie-José Thériault.
Le fonds d'archives de Jacques Blanchet est conservé au centre d'archives de Montréal de Bibliothèque et Archives nationales du Québec,.

## Compositions
- 1955 - Le Soleil est à tout le monde (comédie musicale)
- 1957 - Le Ciel se marie avec la mer (chanson)
- 1967 - La Fête des mondes (comédie musicale)

## Discographie
- 1962 - Chansons sur mesure - Les Fous de Bassan
- 1965 - Jacques Blanchet…aujourd'hui

## Honneurs
- 1957 - Prix du Concours de la chanson canadienne de la Société Radio-Canada, pour Le ciel se marie avec la mer
- Le Parc Jacques-Blanchet de Montréal honore sa mémoire depuis 1994.
- En 1983, sa succession a créé, à sa mémoire, la Médaille Jacques-Blanchet pour honorer la persistance de la qualité tant littéraire que musicale de l'œuvre d'un auteur-compositeur.